# 福尔塞 (上马恩省)
福尔塞（法語：Forcey，法語發音：[fɔʁsɛ]）是法国上马恩省的一个市镇，属于肖蒙区。

## 地理
福尔塞（48°9'1"N, 5°21'27"E）面积5.28 平方千米，位于法国大東部大區上马恩省，该省份为法国东北部内陆省份，北起马恩省和默兹省，西接奥布省，西南接科多尔省，东南接上索恩省，东临孚日省。
与福尔塞接壤的市镇（或旧市镇、城区）包括：罗尼翁河畔布尔东、孔西尼、埃斯努沃。

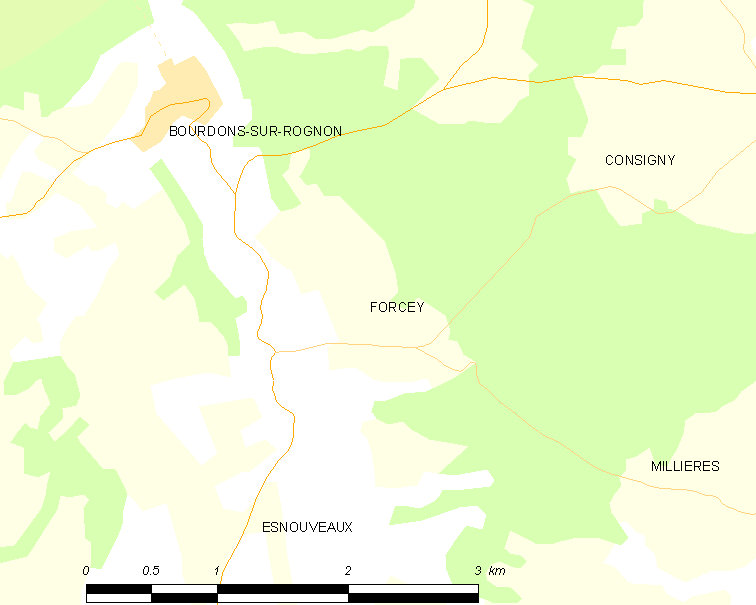
的OSM定位图

福尔塞的时区为UTC+01:00、UTC+02:00（夏令时）。

## 行政
福尔塞的邮政编码为52700，INSEE市镇编码为52204。

## 政治
福尔塞所属的省级选区为诺让县。

## 人口

1962-2008年间人口变化图示

福尔塞于2022年1月1日时的人口数量为60人。